# Din Barlov
Din Barlov (* 30. Juli 2003 in St. Pölten) ist ein österreichischer Fußballspieler.

## Karriere

### Verein
Barlov begann seine Karriere beim SC St. Pölten. Zur Saison 2016/17 wechselte er in die AKA St. Pölten, in der er fortan sämtliche Altersstufen durchlief. Zur Saison 2021/22 wechselte er zum Zweitligisten SKN St. Pölten, bei dem er einen bis Juni 2023 laufenden Vertrag erhielt. Sein Debüt für den SKN in der 2. Liga gab er im Juli 2021, als er am zweiten Spieltag jener Saison gegen den FC Liefering in der 64. Minute für Julian Tomka eingewechselt wurde. Insgesamt kam er für den SKN zu 82 Zweitligaeinsätzen, in denen er siebenmal traf.
Zur Saison 2024/25 wurde Barlov an den Ligakonkurrenten SV Horn verliehen. Während der Leihe kam er zu 27 Zweitligaeinsätzen für Horn, in denen er fünfmal traf. Mit dem Team stieg er aber aus der 2. Liga ab. Zur Saison 2025/26 kehrte er wieder nach St. Pölten zurück.

### Nationalmannschaft
Barlov spielte im Oktober 2018 erstmals für eine österreichische Jugendnationalauswahl. Im September 2019 debütierte er gegen die Schweiz für die U-17-Auswahl. Im Juni 2021 spielte er gegen Italien erstmals im U-18-Team.